# Korkud
Korkud (قورقود / İA Ḳorḳud; * 1467 oder 1469 in Amasya; † 13. März 1513) war ein osmanischer Prinz und Gouverneur sowie kurzzeitiger Reichsverweser des Osmanischen Reiches. In seinem in arabischer Sprache verfassten Werk Ḥall iškāl al-afkār fi ḥill amwāl al-kuffār nennt er sich selbst ابو الخير محمد قورقود العثمانی بن ابو يزيد / Ebū ʾl-Ḫayr Meḥemmed Ḳorḳud el-ʿOs̲mānī b. Ebū Yezīd. Während des Nachfolgekampfes um den Thron wurde er auf Befehl seines Bruders Sultan Selim I. erdrosselt.

## Leben

### Kindheit und Jugend
Korkud, der Sohn Nigâr Hatuns und des späteren Sultans Bayezid II., wurde im Jahr 1467 oder 1469 in Amasya, während der dortigen Gouverneurschaft seines Vaters, geboren. Dort lehrte ihn der Kalligraf Scheich Hamdullah lesen und schreiben. 1479/1480 wurde Korkud auf Bitten seines Großvaters Mehmed II. nach Istanbul geschickt, wo er zusammen mit seinen Brüdern Şehinşah, Alemşah, Ahmed und Selim sowie mit Cousins wie etwa Oğuzhan, dem Sohn seines Onkels Cem Çelebi, beschnitten wurde. Nach seiner Beschneidung blieb er als Geisel in Istanbul.
Als Mehmed II. am 3. Mai 1481 starb, wurde der Großwesir Karamânî Mehmed Pascha, ein Befürworter Cem Çelebis, von den seitens Ishak Pascha aufgewiegelten Janitscharen getötet. Am 4. Mai 1481 wurde Korkud als ältester in Istanbul anwesender Sohn Bayezids bis zum Eintreffen seines Vaters am 21. Mai 1481 als Reichsverweser auf den Thron gebracht. Sein Onkel Cem zog nach Bursa, wo er sich zum Herrscher Anatoliens erklärte und als Sultan Münzen prägen ließ. Während Bayezid gegen Cem loszog, blieb Korkud in Istanbul.

### Gouverneurschaft

Seiten aus einem Koran-Manuskript Korkuds.

Nach dem Tod Prinz Abdullahs, des Statthalters von Karaman, nahm Prinz Şehinşah, der Statthalter des „Prinzen-Sandschaks“ Saruhan (Manisa), dessen Stelle ein. Korkud wurde 1483 als Prinz-Gouverneur (چلبی سلطان / Çelebi Sulṭān) mit seiner Mutter nach Manisa geschickt. Die Staatsgeschäfte überließ er weitgehend seinem Dīwān und widmete sich der Wissenschaft (Fiqh), der Musik und der Kalligrafie.
Der Großwesir Atik Ali Pascha, der mit Korkud einen Lehensstreit hatte, war ein starker Befürworter Prinz Ahmeds und wollte Korkud fern von Istanbul halten. Dementsprechend wurde dieser, auch auf Drängen Ahmeds, Anfang des Jahres 1502 von der zur Hauptstadt näheren Stadt Manisa zum entfernteren Sandschak Teke (Antalya) versetzt. Im März 1503 verstarb seine Mutter, die ihn erneut begleitet hatte, und wurde in Antalya beigesetzt (türkisch Nigâr Hatun Türbesi; „Türbe der Nigâr Hatun“).
Als der Statthalter von Saruhan, Prinz Mahmud, im Jahr 1507 starb, wollte Korkud dessen Amt übernehmen, wurde jedoch von Atik Ali Pascha daran gehindert. Daraufhin erklärte Korkud, dass er die Herrschaft über das Reich nicht wollte. Er legte, nachdem der Palast seiner Forderung nach regelmäßigen Einkünften nachkam, sein Amt nieder und zog sich im November 1508 in die Burg von Antalya zurück.

### Ägypten
Korkud, dem der Prophet Mohammed im Traum erschienen sein und die islamische Pilgerfahrt nach Mekka befohlen haben soll, erbat dafür die Einwilligung seines Vaters. Am Hof des Sultans fühlte man sich an Cem erinnert, der nach Ägypten geflüchtet war, und befürchtete ein erneutes Aufflammen der Feindseligkeiten mit den Ägyptern. Tatsächlich wollte sich Korkud die Unterstützung der Mamluken sichern. Ohne Einwilligung brach Korkud im Mai 1509 zusammen mit 87 Sklaven, 49 Männern und fünf Schiffen nach Ägypten auf, wo er am 25. Mai 1509 in Damiette eintraf und am 7. Juni 1509 feierlich in Kairo empfangen wurde. Sultan al-Ghuri stand in regem Briefkontakt mit Bayezid II. Eine Pilgerfahrt Korkuds wurde nicht gestattet. Er blieb etwa 14 Monate in Ägypten und kehrte nach Antalya zurück, nachdem ihn die Nachricht erreicht hatte, dass ihm verziehen wurde.

### Machtkampf

#### Schah-Kulu-Baba-Revolte

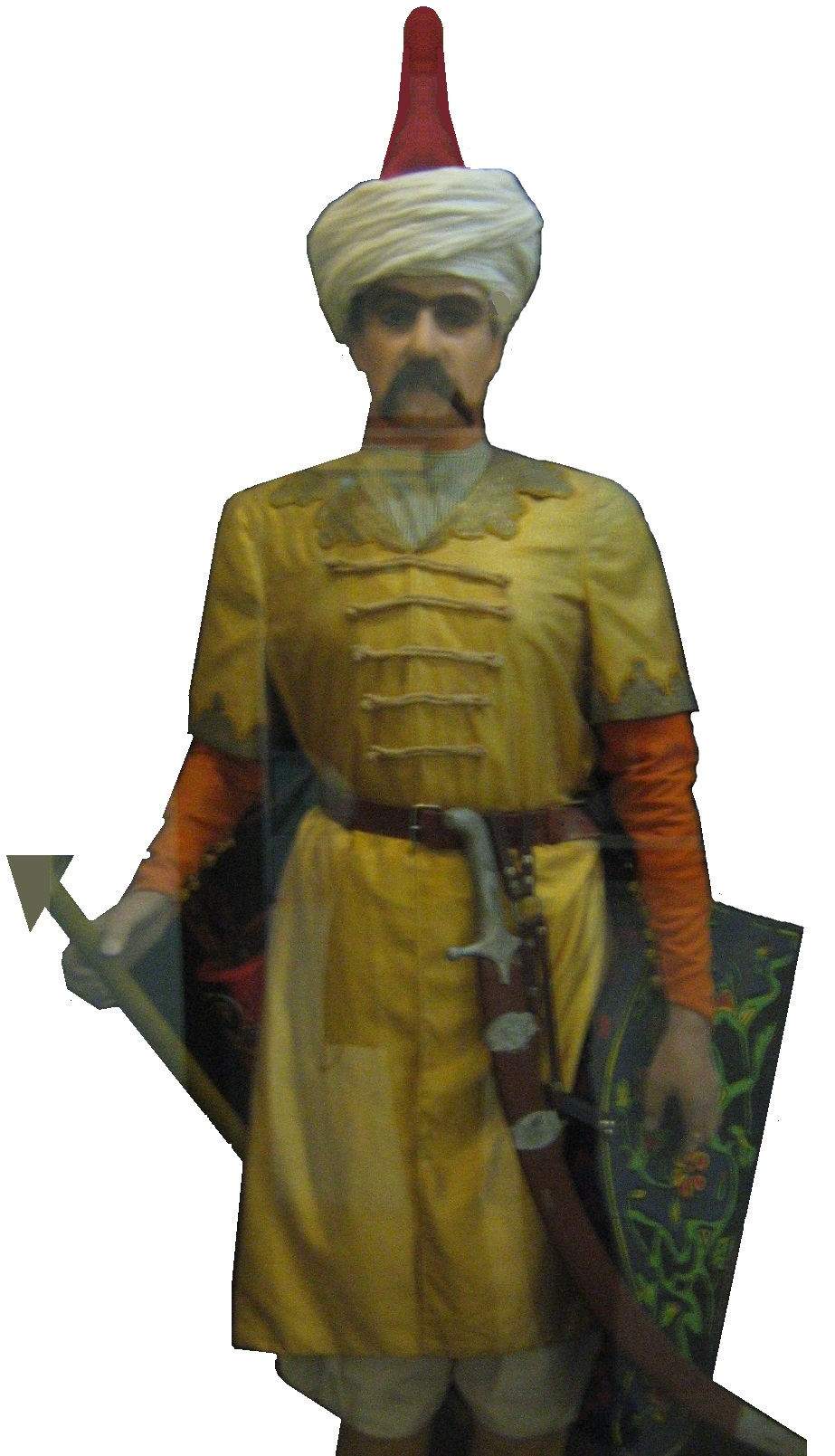
Kizilbasch-Soldat der Safawiden.

Anfang des Jahres 1510 erlitt Bayezid II. eine schwere Krankheit. Seinem Wunsch entsprechend sollte Ahmed die Herrschaft übernehmen. Im März 1511 reiste Korkud unerwartet von Antalya nach Manisa, was dazu führte, dass man den Sultan für tot hielt.
Die Kizilbasch, Anhänger Schah Ismails I., nahmen dies zum Anlass, ihre bereits länger geplante Revolte zu beginnen; die sogenannte „Schah-Kulu-Baba-Revolte“ unter Führung von Schah Kulu („Sklave des Schahs“) brach in Antalya aus. Schah Kulu zog von Antalya nach Kütahya, wo ihm der Sieg über den Großgouverneur Karagöz Ahmed Pascha gelang. Der Großgouverneur soll gepfählt und „geröstet“ worden sein. Durch diesen Triumph beschwingt, marschierten die Kizilbasch über Manisa, wo sie bei Alaşehir Korkuds Armee unter Führung Subaşı Hasan Aghas besiegten, Richtung Bursa. Korkud selbst zog sich in die Burg von Manisa zurück. Als Schah Kulu erfuhr, dass der Großwesir Atik Ali Pascha mit Kapıkulu-Truppen anrückte, zog er sich in die Gegend um Konya zurück. Die Armeen Atik Ali Paschas und Prinz Ahmeds vereinten sich am 10. Juni 1511 bei İnönü, Eskişehir. Nach der Niederschlagung des Aufstands sollte Ahmed zum Sultan ausgerufen werden. Selim, der davon erfuhr, besetzte Edirne. Schah Kulu zog sich über Karaman weiter nach Sivas zurück, wohin ihm Atik Ali Pascha mit etwa 170 Janitscharen folgte. Bei der Schlacht am 2. Juli 1511 wurden sowohl Atik Ali Pascha als auch Schah Kulu (unsicher) getötet. Nachdem sie ihren Anführer verloren hatten, flüchteten die Kizilbasch nach Persien.

#### Machtübernahme Selims

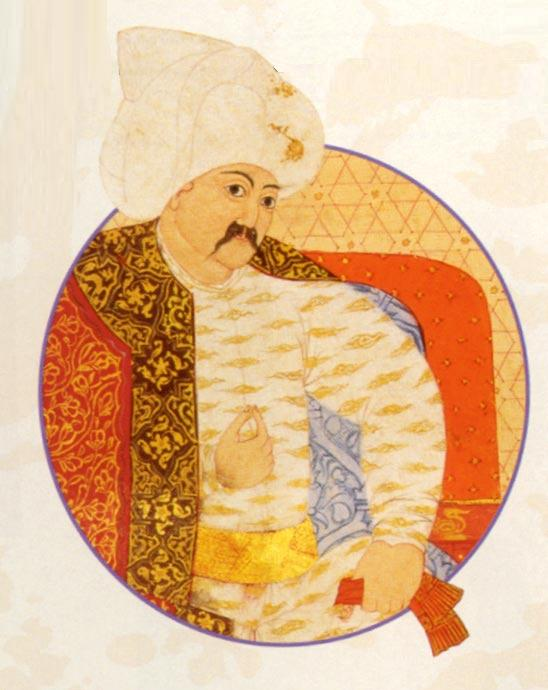
Sultan Selim „der Gestrenge“ auf einer osmanischen Miniatur.

Im August 1511 zog der Sultan mit 40.000 Soldaten gegen seinen rebellierenden Sohn Selim, dessen Armee 30.000 Mann stark war, und besiegte diesen bei Çorlu. Selim flüchtete nach Kefe, wo sein Sohn Süleyman Statthalter war. Bayezid lud Prinz Ahmed im September 1511 nach Istanbul ein, vorgeblich damit dieser an der Spitze der Armee gegen Selim ziehen sollte. Als Ahmed bereits Maltepe erreicht hatte, rebellierten die Janitscharen und zwangen ihn zur Rückkehr. Erbost besetzte Ahmed Karaman und sicherte sich die Unterstützung safawidischer Turkmenen. Als die safawidische Revolte bei Tokat ausbrach, wurde Selim im März 1512 nach Istanbul eingeladen.
Korkud wurde währenddessen von einigen Staatsleuten ermutigt, heimlich nach Istanbul zu gehen. Da ihm zuvor auch von Ahmed mit einem Einmarsch in Manisa gedroht wurde, flüchtete er Ende März 1512 nach Istanbul. Dort versuchte er, noch vor Selims Ankunft, die Janitscharen auf seine Seite zu bringen. Seiner Ansicht nach war er der rechtmäßige Eigentümer des Throns, da er Reichsverweser gewesen war und die Herrschaft nur aus „Hochachtung“ seinem Vater gegenüber abgegeben hatte. Die Janitscharen jedoch lehnten Korkud weiterhin ab. Am 19. April 1512 traf schließlich Selim in der Stadt ein und marschierte am 24. April 1512 zum Topkapı-Palast, wo er Bayezid zwang, zu seinen Gunsten abzudanken. Wenige Tage später verstarb Bayezid, möglicherweise durch Gift, unter letztlich ungeklärten Umständen. Selim hatte seinem Vater versprochen, seine Brüder zu verschonen, solange diese seine Herrschaft akzeptierten. Korkud schwur ihm die Treue und kehrte nach Manisa zurück. Im Gegensatz dazu forderte Ahmed die Herrschaft über Anatolien.

#### Flucht und Tod

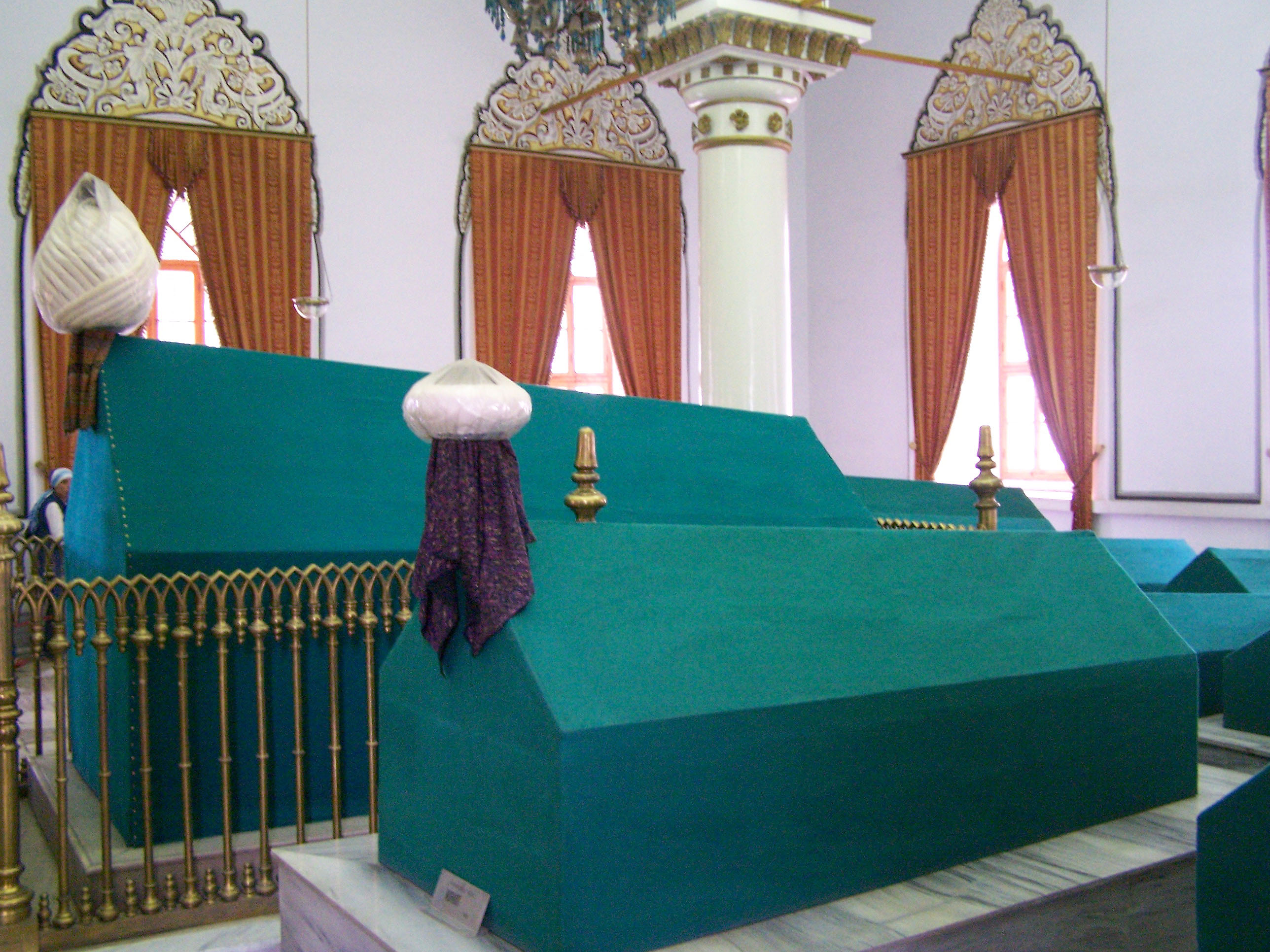
Sanduka Korkuds (im Vordergrund) in der Türbe Orhans I, Bursa.

Ende 1512/Anfang 1513 ließ Sultan Selim I. alle seine Neffen in Bursa, namentlich Mehmed b. Şehinşah, Osman b. Alemşah, Osman b. Ahmed sowie Mahmuds Söhne Musa, Orhan und Emirhan erdrosseln. Seinem Bruder Korkud, der sich Sorgen um sein eigenes Leben machte und ihm erneut die Treue aussprach, ließ Selim zukommen, dass dessen Besorgnis unbegründet sei. Tatsächlich jedoch erachtete Selim Korkuds Existenz als Bedrohung seines Thrones. Nach osmanischen Chroniken korrespondierten Selims Männer mit Korkud, boten ihm den Thron an und erhielten positive Antworten. Der Sultan brach, vorgeblich zur Jagd, mit 10.000 Mann Richtung Manisa auf, um Korkud zu töten. Korkud, der durch einen Spitzel Kenntnis von der wahren Absicht Selims erlangt hatte, floh zur Nachtzeit mit seinem Musâhib / مصاحب / muṣāḥib / ‚Begleiter‘ Piyâle Bey, dessen zwei Neffen und einem Sklaven. Selim entsandte seine Späher, konfiszierte Korkuds Vermögen und kehrte mit Korkuds Familie nach Bursa zurück.
Um weitgehend ungesehen und unbekannt zu bleiben, reiste Korkud nachts, mied Städte, trug ältere Kleidung und färbte seinen Bart weiß. Über Antalya wollte er nach Ägypten flüchten und suchte Zuflucht in einer Höhle bei İstanos (heute Korkuteli). Nahrungsmittel erhielten Korkud und seine Begleiter von einem Dorfbewohner. Dieser bekam von Piyâle Bey ein Pferd und erhielt den Auftrag am Hafen von Antalya ein Schiff für die Flucht zu mieten. Selims Späher, misstrauisch wegen des Pferdes, griffen den Dorfbewohner auf und unterzogen ihn erfolgreich der Folter. Daraufhin wurde Korkud gefangen genommen und dem Gouverneur von Antalya, Kasım Bey, vorgeführt. Mit dem Befehl, Korkud auf dem Weg nach Istanbul zu erdrosseln, entsandte der Sultan Sinan Agha, dem Korkud in Eğrigöz (Provinz Kütahya) übergeben wurde. Nach osmanischen Chroniken wurde Korkud während des Schlafes, europäischen Quellen zufolge nach einer Galgenfrist, innerhalb derer er seinem Bruder einen vorwurfsvollen Brief schreiben konnte, erdrosselt. Selim soll über diesen Brief erschüttert gewesen sein und eine dreitägige Trauer angeordnet haben.
Beigesetzt wurde Korkud in der Türbe Orhans I. in Bursa.

## Werke
- Wasīlat al-aḥbāb / وسيلة الأحباب
- Daʿwat al-nafs al-ṭaliḥa ila ʾl-aʿmāl al-ṣāliḥa / دعوة النفس الطالحة إلى الاعمال الصالحة
- Fatāwā Ḳorḳud ḫāniyya / فتاوى قورقود خانية
- Dīwān / ديوان
- Kürdi Peşrev – Musikkomposition